# Blues Unlimited
Blues Unlimited war ein britisches Magazin, das monatlich erschien und sich mit allen Aspekten der Bluesmusik beschäftigte. Es wurde 1963 von Simon A. Napier (nicht zu verwechseln mit Simon Napier-Bell) und Mike Leadbitter gegründet und galt – zusammen mit seinem späteren US-amerikanischen Gegenstück Living Blues – als eines der führenden Magazine für Bluesmusik.
Das Magazin erschien erstmals im April 1963 als getippte und vervielfältigte Broschüre; die letzte Ausgabe (Nr. 148/149), eine vollwertige Fotooffsetproduktion, wurde im Winter 1987 veröffentlicht und von Mike Rowe herausgegeben.
1982 wurde das Blues Unlimited Magazine in die Kategorie „Classics of Blues Literature“ der Blues Hall of Fame aufgenommen.